# Xianfeng Ling
Xianfeng Ling (chinesisch 先鋒嶺 ‚Pioniergrat‘) ist ein Gebirgskamm an der Ingrid-Christensen-Küste des ostantarktischen Prinzessin-Elisabeth-Lands. Er erstreckt sich entlang der Ostseite der Landspitze Brattnevet in den Larsemann Hills. Die Ostflanke des Gebirgskamms ist steil, während die Westflanke sanft ausläuft und gekennzeichnet ist durch kleine Tümpel unterschiedlicher Größe.
Chinesische Wissenschaftler benannten ihn 1992.